# Štírovník Borbásův
Štírovník Borbásův (Lotus borbasii) je vytrvalá rostlina z čeledi bobovitých.

## Výskyt
Štírovník Borbásův se vyskytuje v jižní Evropě a jižní části střední Evropy, především na Slovensku, v Maďarsku, Rakousku a na Istrijském poloostrově, v České republice pak na jižní Moravě. Vyrůstá v teplomilných doubravách, křovinách a lesních lemech, obvykle na bazických substrátech.

## Popis
Jedná se o vytrvalou, žlutě kvetoucí rostlinu s vystoupavou lodyhou, dorůstající 10–22 cm. Je značně podobná běžnému štírovníku růžkatému, na rozdíl od něhož má srpovitě zahnuté, špičaté listy.

## Ohrožení
V České republice je podle Černého a červeného seznamu cévnatých rostlin České republiky hodnocen jako silně ohrožený druh.